# Always (пісня Айсель та Араша)
«Always» (укр. Завжди) — пісня, з якою азербайджанська співачка Айсель Теймурзаде (творчий псевдонім Айсель) та шведсько-іранський автор пісень Араш Лабаф (творчий псевдонім Араш) представляли Азербайджан на пісенному конкурсі Євробачення 2009 та зайняли третє місце у фіналі.
Пісня була обрана азербайджанським телевізійним оператором Ictimai TV (İTV) серед 30 пісень, поданих мовнику у відкритому конкурсі. Композиція була написана групою авторів пісень, включаючи Араша.
У січні 2010 року Tophit.ru повідомляв, що пісня «Always» стала другим за продажем рингтоном в Україні та Білорусі.

## Музичне відео
Відеокліп на пісню зняв шведський кліпмейкер Фрідріх Боклунд. Прем'єра відбулася 24 квітня 2009 року на телеканалі Ictimai TV.
Боклунд описав відео як «візуальне відтворення емоцій та почуттів виконавців». У ньому, зокрема, показано тар, традиційний азербайджанський музичний інструмент. Так само інструмент ненадовго з'явився на сцені в руках Араша під час живого виконання «Always» на Євробаченні.
Станом на листопад 2021 року кліп набрав понад 35 мільйонів переглядів на YouTube.

## Виступ на Євробаченні
У другому півфіналі, який відбувся 14 травня, Айсель і Араш виступали під номером 12 — після представника від Угорщини Золтана Адока з піснею «Dance with me» та перед Сакісом Рувасом з Греції з піснею «This Is Our Night». Дует отримав 180 балів та вийшов у фінал з другого місця, поступившись лише норвежцю Олександру Рибаку.
У фіналі, що проходив 16 травня, дует виступав 11-м, після представниці від Росії Анастасії Приходько з піснею «Мамо» і перед гуртом Regina з піснею «Чиста вода», що представляв Боснію і Герцеговину.
Вони отримали 207 балів та посіли третє місце. Переможцем став представник Норвегії Олександр Рибак з піснею «Fairytale», а друге місце посіла Йоуганна з Ісландії з піснею «Is it true?». При цьому, якщо переглянути результати голосування окремо, то телеглядачі віддали їм 253 бали (це друге місце після Норвегії), а журі — 112 (третє місце).
Це вперше представники Азербайджану потрапили до трійки призерів за всю історію виступів на Євробаченні.
Станом на листопад 2021 року виступ Айсель та Араша набрав близько 18 мільйонів переглядів на YouTube.

## Позиції в чартах

### Щотижня
| Чарт (2009)                        | Найвища позиція |
| ---------------------------------- | --------------- |
| Велика Британія                    | 137             |
| Європа (Eurochart Hot 100 Singles) | 92              |
| Німеччина                          | 96              |
| Греція («Billboard»)               | 2               |
| Норвегія                           | 18              |
| Росія                              | 75              |
| Словаччина («IFPI»)                | 47              |
| Туреччина                          | 11              |
| Чехія («IFPI»)                     | 40              |
| Швеція                             | 3               |
| Швейцарія                          | 98              |
| Україна                            | 4               |

### Кінець року
| Чарт (2009)            | Позиція |
| ---------------------- | ------- |
| Шведський чарт синглів | 50      |

## Трек-лист
- CD[17]

1. «Always» (оригінальна версія) — 3:03
2. «Always» (Ali Payami Remix) — 4:09